# Коновалов, Дмитрий Геннадиевич
Дми́трий Генна́дьевич Конова́лов (бел. Дзмітрый Канавалаў; 22 февраля 1986, Витебск — 16 марта 2012, Пищаловский замок, Минск) — гражданин Белоруссии, осуждённый за исполнение теракта в Минском метро 11 апреля 2011 года, а также взрыва на праздновании Дня независимости и взрывах в Витебске в 2005 году, совершённые вместе с Владиславом Ковалёвым. Оба были приговорены к смертной казни и расстреляны.

## Биография
Дмитрий Коновалов родился 22 февраля 1986 года в Витебске в районе под названием «ДСК».
В детстве он не общался с дедушкой и бабушкой, хотя те жили недалеко от дома молодого Коновалова. На летних каникулах Дмитрий обычно оставался в городе и не выезжал за его пределы. В 9-м классе он почувствовал интерес к химии и стал лучшим учеником класса по данному предмету. Несколько раз Коновалов участвовал и побеждал в олимпиадах по химии. Один раз он был от школы направлен на городскую олимпиаду, но не выиграл её. После школы сразу в армию не был призван, так как при росте в 182 см весил всего 68 килограммов. Год Дмитрий ничем не занимался, и после того, как во второй раз он не был призван в армию, поступил в ПТУ на профессию закройщика. Однако вскоре бросил учёбу, так как считал эту профессию слишком женской. Через некоторое время поступил учиться на токаря в Станкостроительном лицее. Учёба давалась тяжело, и в итоге в начале осени 2005 года Коновалов был отчислен за прогулы и частое пьянство. Несмотря на отчисление, он всё же смог устроиться работать на завод, где постепенно освоил профессию.
Свой первый взрыв Коновалов совершил в возрасте 13 лет в 1999 году. В начале 2000-х годов Коновалов совместно с другом Владиславом Ковалёвым устроили не менее 14 мелких взрывов, по которым были возбуждены дела по статье «Мелкое хулиганство». Как правило, друзья-сообщники устраивали взрывы у подъездов и на лестничных площадках многоквартирных домов, повреждая окна и двери. Также, по показаниям Ковалёва, Коновалов мастерил самодельные взрывпакеты, которые они вместе взрывали на новый год. Летом 2002 года друзья устроили взрыв у детской библиотеки, в результате которого здание учреждения получило повреждения окон и дверей. Однажды из-за взрыва серьёзно пострадал знакомый Коновалова. Ковалёв и Коновалов несколько раз поджигали автомобили и взрывали взрывпакеты поздно вечером у дверей квартир.
С Владиславом Ковалёвым Коновалов дружил с детства. Они учились в одном классе и жили в домах по соседству. С другими сверстниками Дмитрий почти не общался. В школьной характеристике Коновалова говорится: «Замкнут, необщителен; общается только с соседом по парте. За внешним равнодушием скрывается жёсткий, безжалостный характер». После школы тяга к взрывам не пропала. Необходимую информацию они черпали в основном из интернета, а затем проводили испытания собранных ими взрывных устройств. В конце весны — начале лета 2004 в результате взрыва установленной на дороге Коноваловым и Ковалёвым самодельной мины—растяжки в районе железнодорожной станции «Гришаны» едва не погиб случайный велосипедист, а ещё через несколько дней 14-летний подросток, также подорвавшись на мине-растяжке, получил тяжёлые ожоги головы, но выжил. В июле 2004 года друзья попытались осуществить взрыв бомбы у печатного киоска, однако она была вовремя обезврежена, и никто не пострадал.

## Взрывы в Витебске (2005)
Согласно официальной версии следствия 14 сентября 2005 года 19-летние Дмитрий Коновалов и Владислав Ковалёв закопали в цветочную клумбу около автобусной остановки начинённую гвоздями и болтами металлическую банку (по показаниям Ковалёва, это была банка из-под пива). Детонация произошла в 18:45 по местному времени, несмотря на час пик, ранения получили всего двое случайных прохожих. Неделю спустя — 22 сентября 2005 — Коновалов и Ковалёв вновь установили недалеко от популярного в Витебске молодёжного кафе «Эридан» самодельное взрывное устройство, начинённое поражающими элементами (на этот раз в пакете из-под фруктового сока). В результате детонации в 22:17 ранения получили 50 человек.
По горячим следам в Витебске задержали пять человек, двое из которых признались в совершении взрывов. 20 октября 2005 года следствие предъявило обвинение в совершении этих преступлений братьям Виталию и Юрию Мурашко. Однако убедительных доказательств не нашлось, и в апреле 2006 года их пришлось выпустить из СИЗО под подписку о невыезде, а потом дело и вовсе было тихо спущено на тормозах. Почувствовав свою безнаказанность, Коновалов начал готовить более серьёзный взрыв. Он посвятил в это Ковалёва, однако тот отказался участвовать, но в то же время ничего не предпринял для того, чтобы остановить друга, не сообщил об этом в правоохранительные органы. Также преступники признались, что после витебских взрывов вместе ходили в интернет-кафе, чтобы посмотреть информацию об их расследовании.

## Взрыв на праздновании дня независимости 4 июля 2008

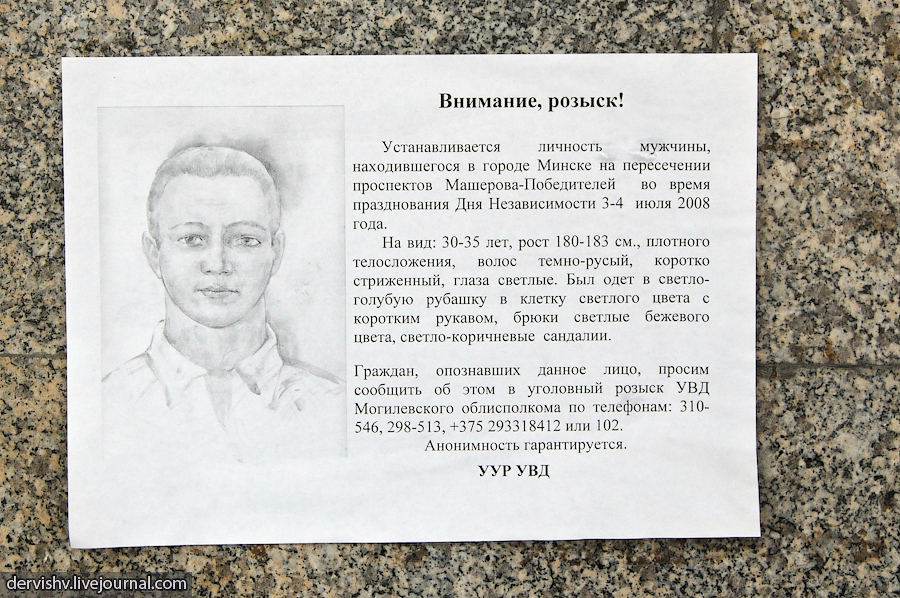
Листовка с фотороботом подозреваемого

Ко второму взрыву Коновалов готовился около года. Несколько раз приезжал в Минск и исследовал район у стелы «Минск город-герой», зная, что у неё будет выступать Александр Лукашенко. Взрывное устройство Коновалов поместил в две картонные упаковки из-под сока (ёмкостью в два литра) и собрал таким образом, чтобы избежать жертв, но сделать большее количество раненых. Коновалов во время взрыва снял на два дня квартиру, куда и отправился через 10 минут после инцидента. Он также проводил опыты с взрывчаткой, которую позже, в 2007 году, взорвал на Проспекте Победителей. Компоненты к бомбе, взорвавшейся 4 июля 2008 года, обошлись Дмитрию Коновалову в 150 000 белорусских рублей. Коновалов сумел установить два самодельных взрывных устройства, начинённых поражающими элементами и замаскированных в пакеты от сока (ёмкостью в два литра); при этом во время установки он отключил мобильный телефон и вытащил сим-карту, чтобы его не смогли вычислить. Детонация одного взрывного устройства произошла в самый разгар гуляний в 0:25 по местному времени 4 июля 2008 года, ранения в результате взрыва получили 54 человека. Трое из них были тяжело ранены. Второе взрывное устройство должно было взорваться ещё в 23:00, но по каким-то причинам не сдетонировало и в качестве вещдока было приобщено к материалам дела, возбужденного по статье «Злостное хулиганство». Коновалов был раздосадован этой статьёй, так как считал, что дело должно быть переквалифицировано по статье «Терроризм».

## Между предпоследним и последним взрывами
После взрыва на праздновании дня независимости у всего мужского населения города начали брать отпечатки пальцев для картотеки. Коновалов же, работавший тогда токарем на РУП «Витебский завод запасных тракторных частей», во время сдачи отпечатков пальцев на заводе взял больничный и не прошёл дактилоскопию. В 2009 году Коновалов всё же был призван на обязательную военную службу, но в военкомате заявил, что сдавал отпечатки пальцев на заводе, сотрудники военкомата, проявив халатность, поверили ему на слово. Во время службы украл из части два огнетушителя, которые планировал позже начинить взрывчаткой и взорвать на станции «Октябрьская». В 2010 году Коновалов начал готовиться к своему последнему и самому мощному взрыву. Для этого он создал целую лабораторию в подвале витебской девятиэтажки, где и собирал бомбу. Также он проводил опыты со взрывчаткой на квартире родителей в Витебске. Сотрудниками милиции были найдены любительские видеозаписи, сделанные Коноваловым в течение 2007—2010 годов, где он проводит пробные взрывы на пустырях и в лесу под Витебском, проверяя мощность взрывчатки и эффективность поражающих элементов. Компоненты к бомбе обошлись террористу в 300 000 белорусских рублей (около 50 долларов США). По рассказам друзей, в это время Коновалов был в депрессии и, согласно показаниям подруги Натальи Королёвой, с которой Дмитрий познакомился ещё в 2006, постоянно находился в плохом настроении, а однажды предложил ей вместе наглотаться таблеток и покончить с жизнью, но Наталья отказалась. Свидетельница говорила, что он постоянно жаловался на то, что у него нет девушки и его никто не любит. Незадолго до теракта Коновалов позвонил Наталье и сказал, что перерезал себе вены и на следующий день пришёл к ней с перемотанными руками. Ещё осенью 2008 он сказал ей, что боится сдавать отпечатки пальцев, так как причастен к взрыву 4 июля 2008 и взрывам в Витебске. Также девушка сказала, что Дмитрий в последние месяцы перед взрывом много пил.
5—8 апреля 2011 Коновалов ушёл с работы на больничный. По приходе 9 апреля у него были взяты отпечатки пальцев, и поэтому с подрывом бомбы он решил поторопиться. Утром 10 апреля Коновалов с большой тёмно-синей спортивной сумкой сел на поезд «Витебск—Минск», днём ранее он позвонил Ковалёву, тогда проживавшему в Минске, и попросил встретить его на вокзале. Вечером 10 апреля Коновалов прибыл в Минск и встретился с Ковалёвым; на вопрос «что в сумке?» Дмитрий сначала не дал внятного ответа. По его словам, приехал в Минск, чтобы встретиться с девушкой — Яной Почицкой, с которой он познакомился на сайте «ВКонтакте». Они встретились и вместе пошли в магазин за спиртным и закуской, после чего начали празднование встречи на съёмной квартире Коновалова, в процессе которой он признался другу, что приехал в Минск для совершения теракта. После застолья девушка легла спать, а Коновалов и Ковалёв начали думать, что делать с бомбой. Ковалёв предложил Коновалову не совершать преступных действий и остаться в квартире, но тот всё-таки решился на теракт. В это время проснулась Почицкая и увидела, как два её новых друга стояли и шептались о чём-то над сумкой. Увидев её, парни попросили Яну уйти на кухню. В 17:15 Коновалов с сумкой покинул квартиру.

## Взрыв в Минске 11 апреля 2011 года
Самым большим взрывом Коновалова явился именно взрыв в Минске. Вечером 11 апреля 2011 года Коновалов вышел из поезда метро на станции «Купаловская» с большой сумкой (весом около 20 килограммов); в ней в двух больших 20-литровых бутылях для воды и находилась бомба. Пройдя на станцию «Октябрьская», Коновалов выбрал место для закладки бомбы и поставил туда свою сумку. Бомба была заложена в районе второго пути (направление к станции метро «Институт культуры») под скамейку на станции напротив остановки второго вагона. Отойдя на безопасное расстояние, террорист подождал, пока подойдёт поезд и на станции окажется много людей. Дождавшись этого, он в 17:55:50 по местному времени произвёл манипуляции под своей одеждой, вследствие чего и произошёл взрыв. Погибли 15 человек, пострадали 203 человека. После взрыва Коновалов ещё некоторое время понаблюдал за последствиями, после чего с потоками людей вышел из метро на станции «Купаловская» и направился назад на съёмную квартиру, где его ждали Ковалёв и Почицкая. Коновалов вернулся около 19:00, молча лег на кровать. По словам Почицкой, когда по телевизору шли экстренные репортажи о взрыве в метро, пьяные Ковалёв и Коновалов смеялись.

## Задержание
По версии КГБ, почти сразу же после теракта сотрудниками КГБ Беларуси были изъяты записи с камер видеонаблюдения. По камерам было обнаружено, что предполагаемый исполнитель живёт недалеко от станции метро «Фрунзенская». За ним установили наружное наблюдение, а затем вызвали спецподразделение «Алмаз», бойцы которого и задержали террориста. На следующий день после теракта у Коновалова, Ковалёва и Почицкой закончилось спиртное. Коновалов отправился в магазин за спиртным. В это время за ним установили наблюдение и проследили до квартиры, где находилась вся компания. Вечером 12 апреля 2011 года несколько сотрудников КГБ в штатском позвонили в дверь квартиры, в которой тогда находились Владислав Ковалёв, Дмитрий Коновалов и Яна Почицкая. По словам последней, террорист со словами «Я попался!» кинулся на кухню, затем закрылся в ванной и не выходил оттуда несколько часов, после чего всё же сдался. Почицкая и Ковалёв были мгновенно «скручены» и не оказали никакого сопротивления.

## Следствие, суд и казнь
На этапе следствия под стражу вместе с Коноваловым и Ковалёвым были взяты сразу несколько человек — Яна Почицкая, Геннадий Коновалов (отец Дмитрия), его брат, а также два сослуживца Коновалова. Со стороны Ковалёва под стражу был взят только его брат. В процессе следствия все фигуранты дела, кроме Владислава и Дмитрия, были освобождены, а им были предъявлены обвинения. 1 августа 2011 года Генпрокуратура заявила о передаче дела в суд. 15 сентября 2011 года начался судебный процесс. Дмитрию Коновалову были предъявлены обвинения по пяти пунктам уголовного кодекса РБ: «Терроризм», «Хулиганство», «Незаконный оборот и изготовление взрывчатых веществ», «Умышленное уничтожение или повреждение собственности общеопасным способом», «Покушение на преступление». Коновалов полностью признал свою вину по всем пунктам обвинения. Давать показания подсудимый отказался, а на вопросы о мотивах всё время отвечал одной и той же фразой, как и на следствии: «для дестабилизации обстановки в Республике Беларусь». Показания Ковалёва на следствии и суде различаются. Ковалёв говорил, что вынужден был оговорить себя и Коновалова под пытками.

14 ноября 2011 года замгенпрокурора Беларуси Алексей Стук попросил приговорить обоих обвиняемых в преступлениях к высшей мере наказания — смертной казни. Его инициатива была исполнена: 30 ноября 2011 года Дмитрий Коновалов и Владислав Ковалёв были приговорены к расстрелу. В отличие от Ковалёва Коновалов о помиловании не просил, дважды отказывался от этой возможности. Правозащитники призывали отменить смертный приговор, поскольку в деле по их мнению имелась слабая доказательная база. 14 марта 2012 года Президент Белоруссии Александр Лукашенко отказал Владиславу Ковалёву в помиловании и 15 марта 2012 года его казнили. 16 марта 2012 года смертный приговор в отношении Дмитрия Коновалова также был приведён в исполнение в столичном СИЗО-1.